# Langur de Siberut
El langur de Siberut (Presbytis siberu) és una espècie de primat de la família dels cercopitècids. Anteriorment era considerat una subespècie del langur de Mentawai (P. potenziani), del qual fou separat basant-se en dades genètiques. És endèmic de l'illa de Siberut, a l'arxipèlag de Mentawai (Indonèsia). La Unió Internacional per a la Conservació de la Natura (UICN) el classifica com a espècie en perill.